# Базегский, Николай Александрович
Никола́й Алекса́ндрович Ба́зегский (1859—1918) — российский купец, общественный деятель, благотворитель.

## Биография
Родился в семье купца А. П. Базегского. Учился в Олонецкой мужской гимназии.
Занимался переработкой и сбытом льна, торговлей хлебными, бакалейными и мануфактурными товарами.
С 1899 года — единственный в Олонецкой губернии купец первой гильдии. Член правления «Онежского пароходного общества».
Почётный блюститель Олонецкой духовной семинарии, почётный блюститель Пудожского мужского приходского училища, староста пудожского Троицкого собора, член Олонецкого губернского попечительства детских приютов и управления Олонецкого губернского «Красного Креста».
Организовал и финансировал строительство Александро-Невского храма в Пудоже в 1902—1903 гг. Награждён орденами Святой Анны 3-й степени — за строительство храма, 2-й степени — за строительство колокольни к нему.